# Schloss Courtalain

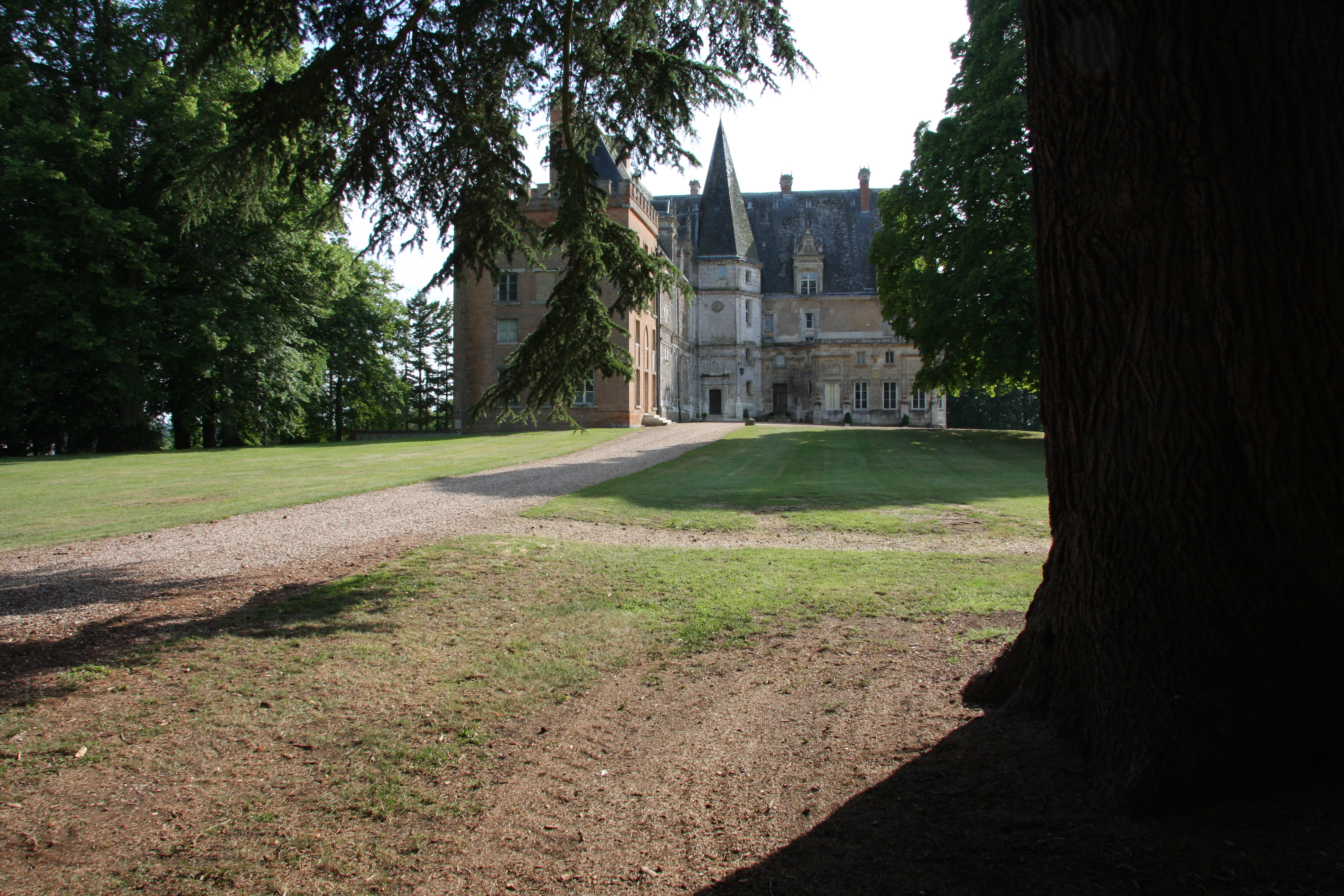
Schloss Courtalain vom Park aus gesehen

Das Schloss Courtalain ist ein französisches Schloss aus dem 15. Jahrhundert in Courtalain, an der Grenze zwischen Le Perche und Dunois.

## Geschichte
Das Schloss wurde 1483 von Guillaume d’Avaugour erbaut, dem Ehemann von Perette de Baif, deren Grab sich in der Kirche von Courtalain befindet.
1553 gelangte das Schloss durch die Heirat von Jacqueline d’Avaugour mit Pierre I. de Montmorency-Fosseux in den Besitz des Hauses Montmorency, bei dem es neun Generationen lang blieb.
Während der Revolution überließ die Verwaltung das Schloss einem Hufschmied und einem Metzger, die sich dort niederließen, bis sie wieder vertrieben wurden, als die Besitzer während der Restauration zurückkehrten.
Courtalain gelangte 1862 nach der Heirat von Felicie de Bauffremont-Courtenay (1820–1912), der Nichte von Anne Louis Raoul Victor de Montmorency (1790–1862), dem letzten Herzog von Montmorency aus der Familie Montmorency, mit Louis de Gontaut-Biron (1813–1897) in den Besitz des Hauses Gontaut-Biron. Heute wird das Schloss von ihren direkten Nachkommen bewohnt.
Während des Zweiten Weltkriegs wurde das Schloss in ein wichtiges Depot für Kunstwerke des Louvre-Museums umgewandelt. Vom 31. August bis zum 6. September 1939 brachten zahlreiche Lastwagen die transportabelsten ägyptischen Antiquitäten des Louvre, aber auch Wandteppiche aus dem Museum Saint-Germain-en-Laye und die napoleonischen Sammlungen aus dem Schloss Malmaison.
Anfang Juni 1940, als die Deutschen näher kamen und das Schloss nicht mehr sicher genug war, schlug der Marquis de Gontaut-Biron vor, die Werke in seinem anderen Besitz, der Burg Saint-Blancard, unterzubringen.
Das Schloss und seine Nebengebäude sind seit 1928, 1981 bzw. 1997 als historische Denkmäler eingetragen.

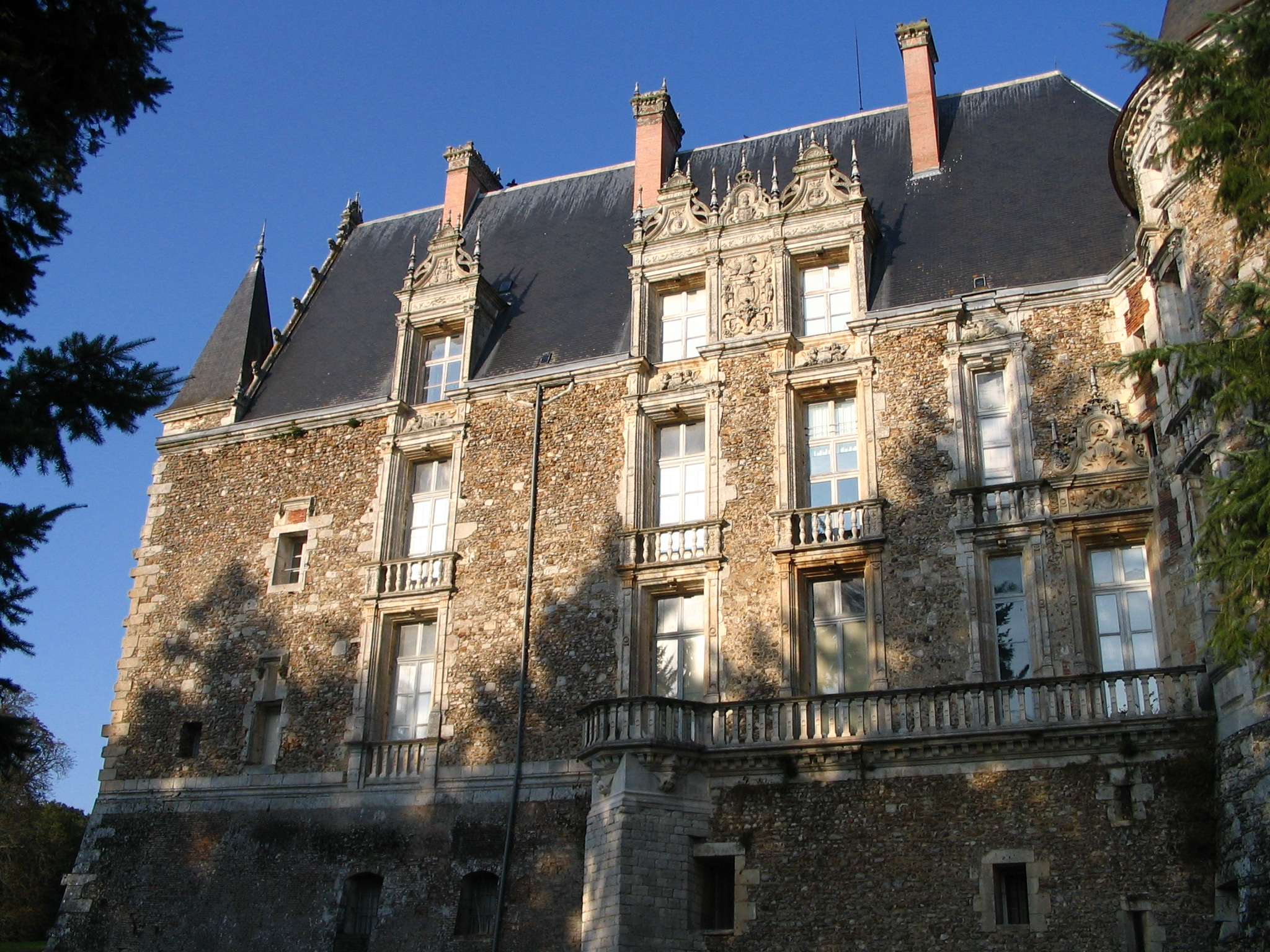
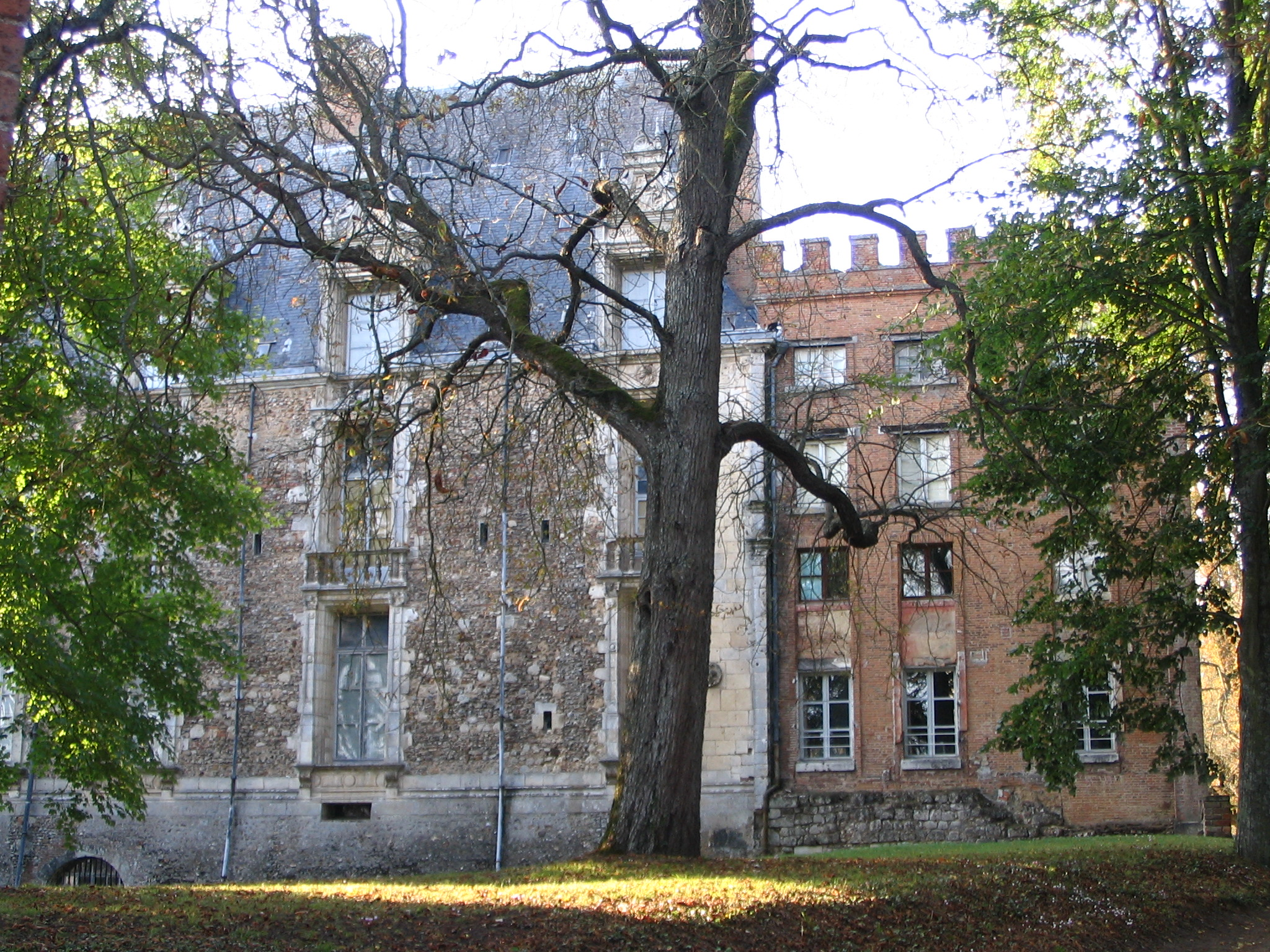
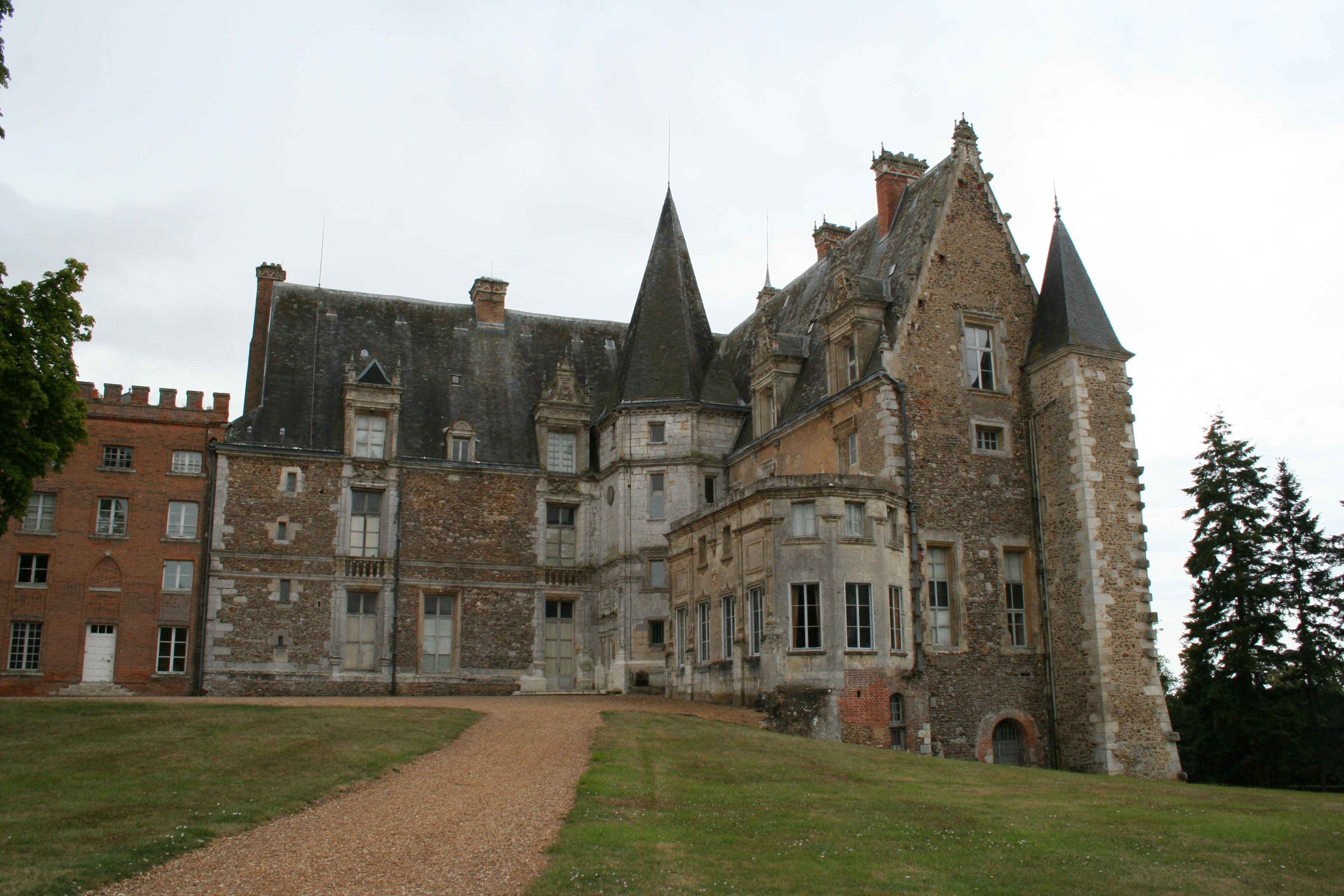
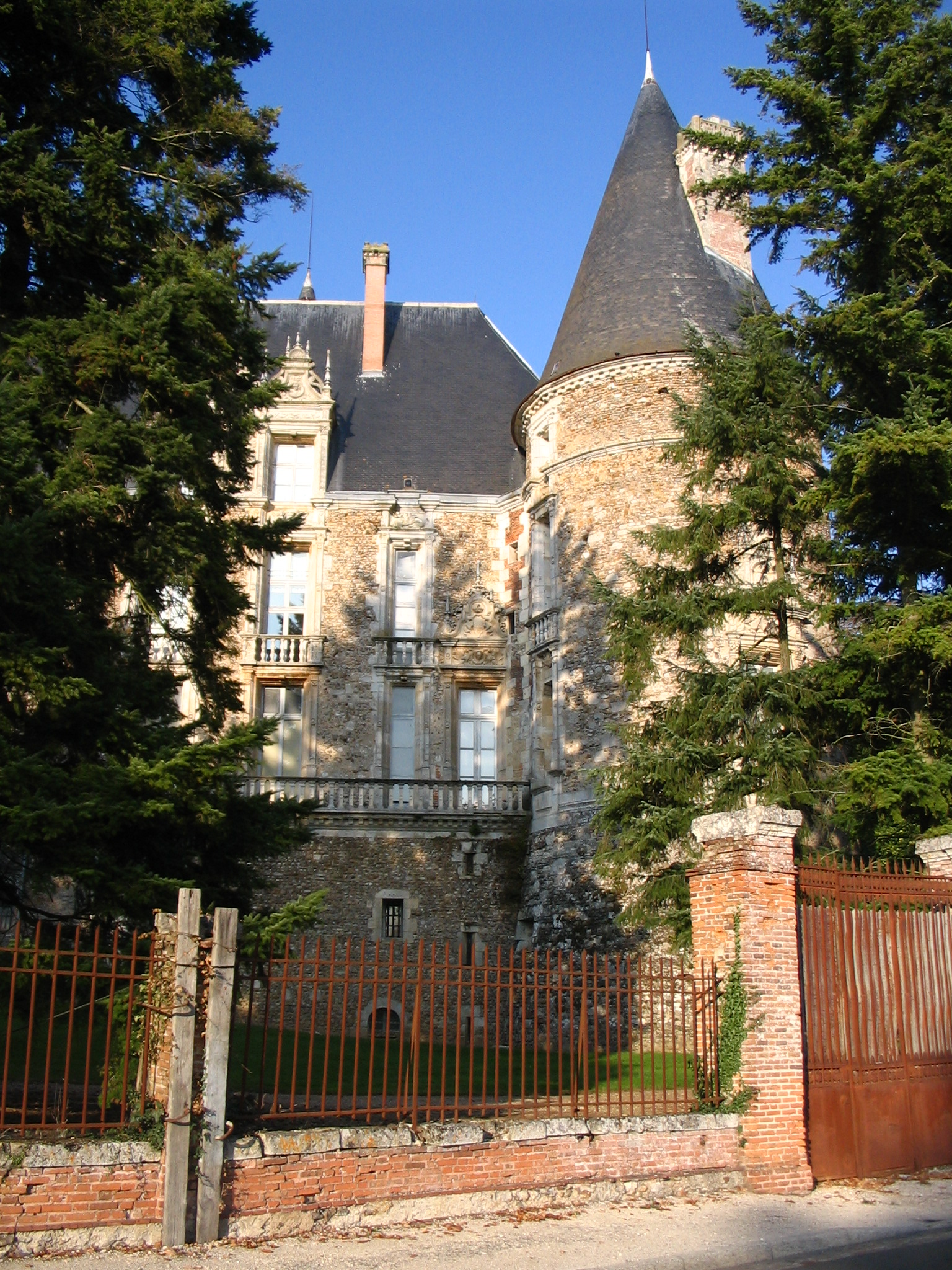
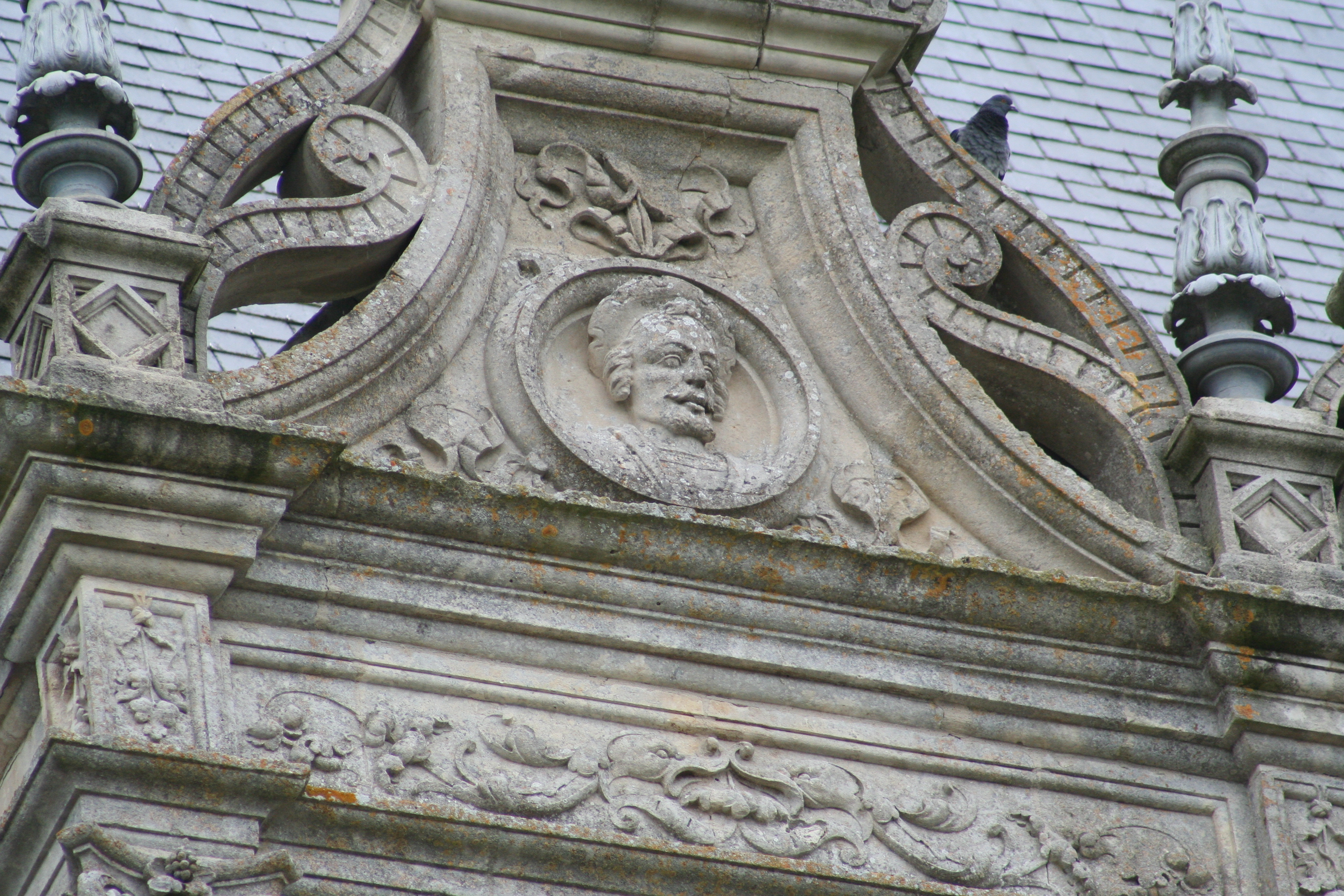
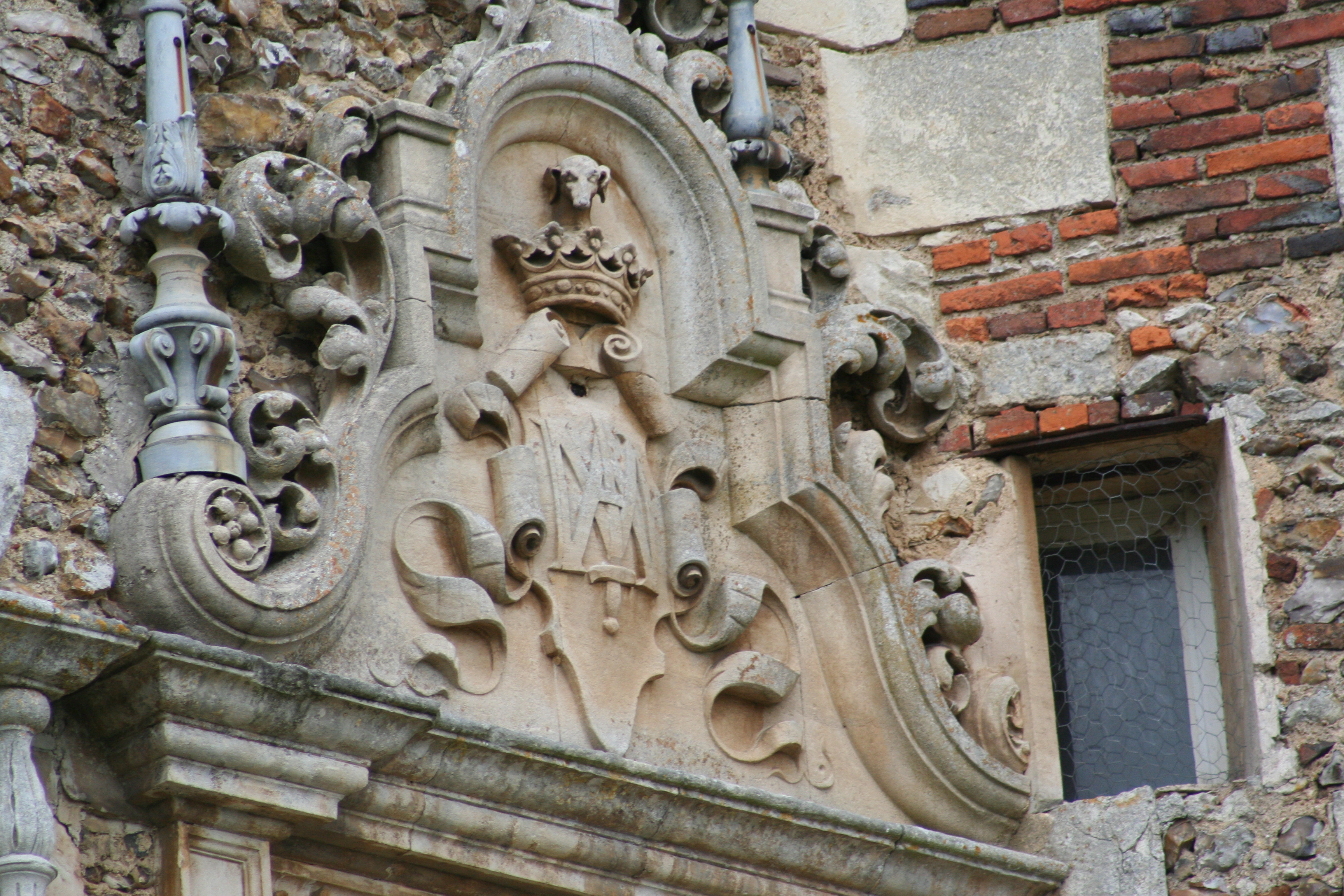
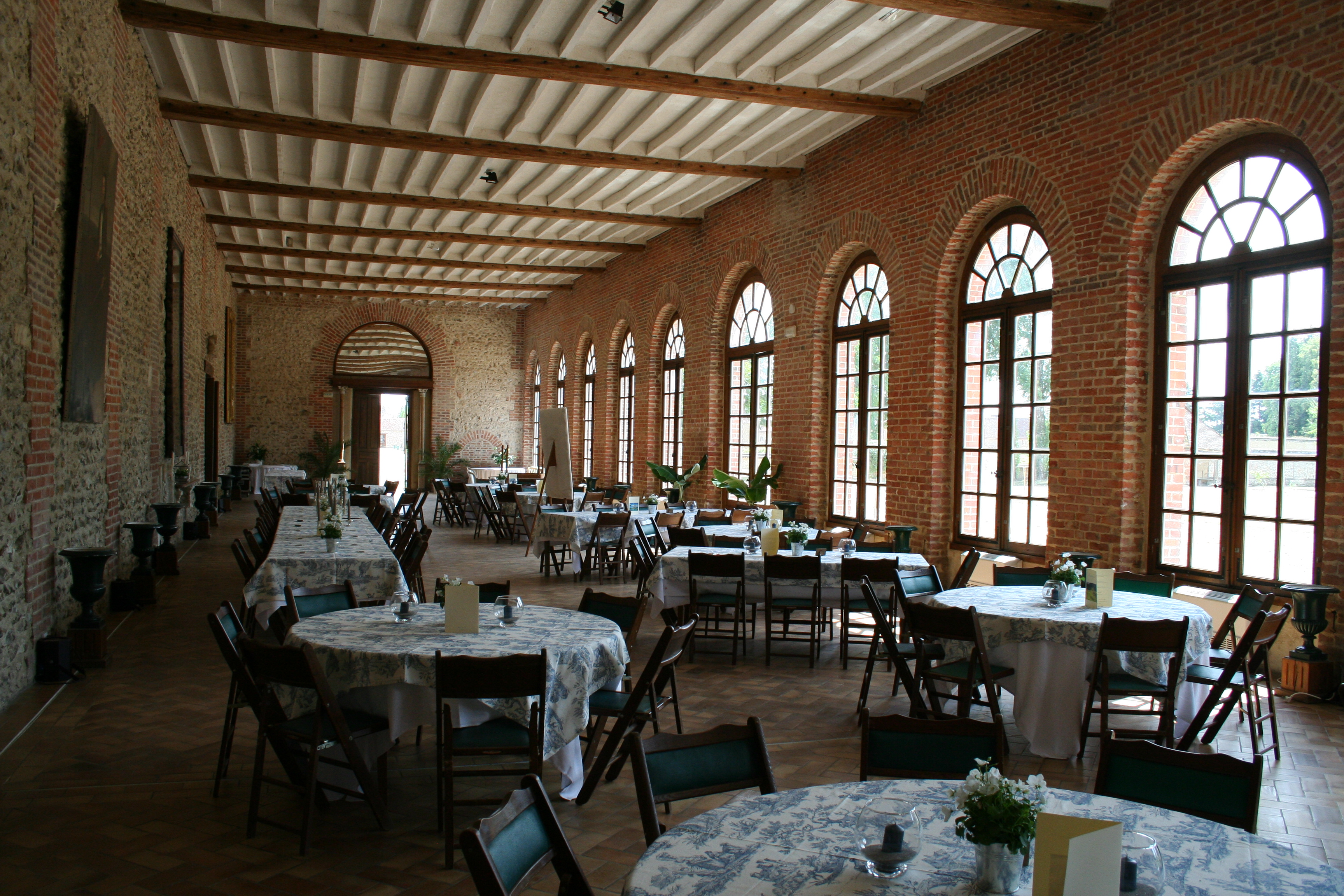
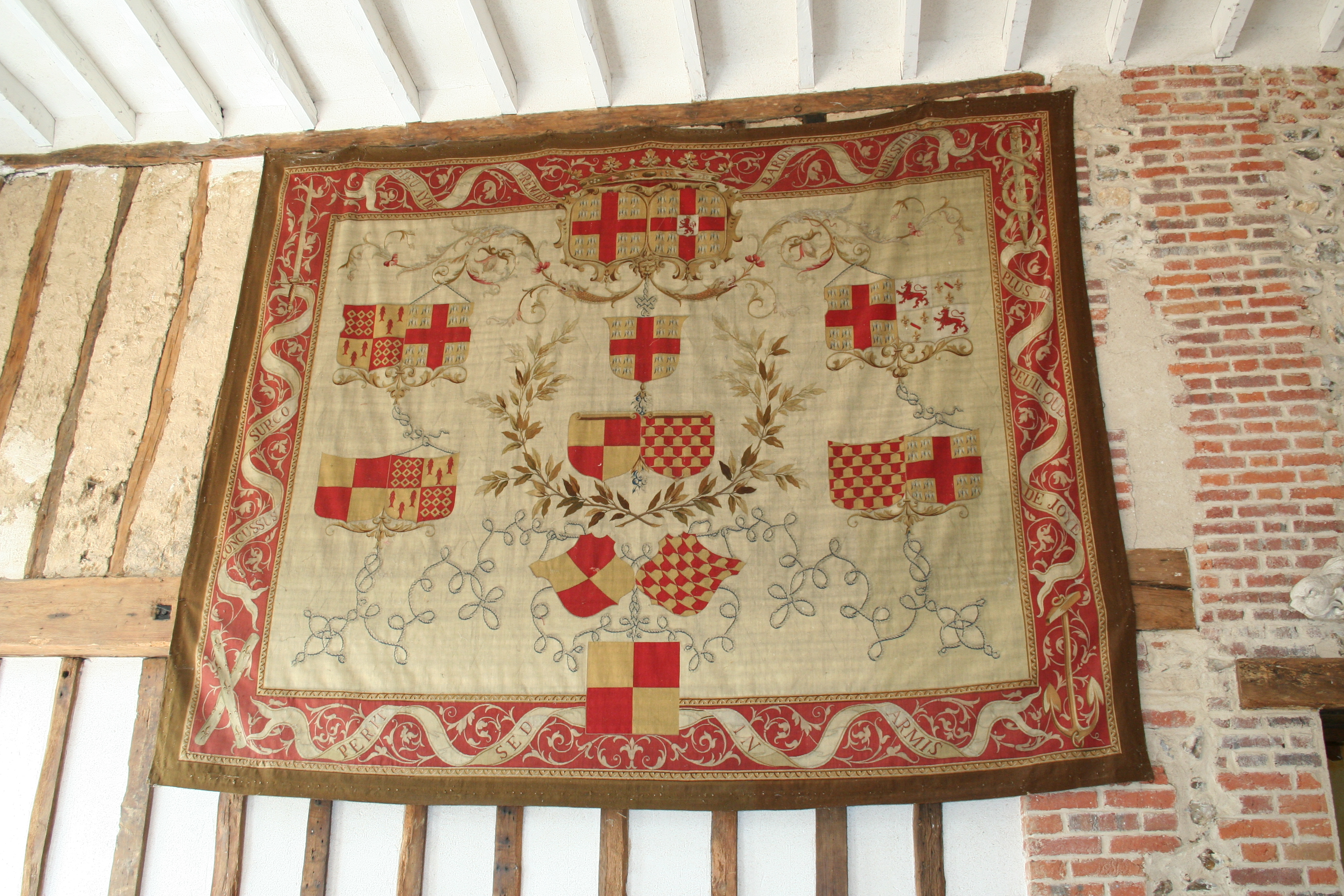